# NGC 6630
NGC 6630 est une galaxie lenticulaire située dans la constellation du Paon. Sa vitesse par rapport au fond diffus cosmologique est de 2 659 ± 22 km/s, ce qui correspond à une distance de Hubble de 39,2 ± 2,8 Mpc (∼128 millions d'al). NGC 6630 a été découverte par l'astronome britannique John Herschel en 1836.